# Vladimir Megre

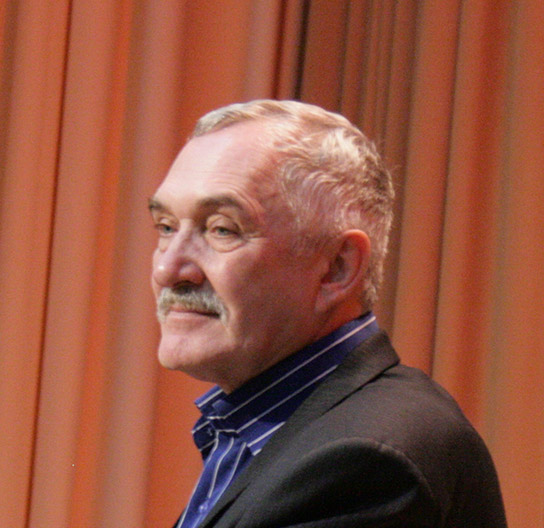
Vladimir Megre in 2013

Vladimir Megre (soms geschreven met accent Megré, Russisch: Влади́мир Никола́евич Мегре́, geboren Vladimir Nikolajevitsj Loezakov, Koeznytsji, oblast Tsjernihiv, 23 juli 1950 in Oekraïne) is een ondernemer in de Siberische stad Novosibirsk en schrijver van de boekenserie "Zoemende ceders van Rusland", tegenwoordig ook "Rinkelende dennen van Rusland" genoemd.

## Achtergrond
Er is weinig bekend over het begin van Vladimir Megres leven, behalve dan een paar gebeurtenissen die hij zelf omschrijft in zijn boeken. Eén ervan was in de jaren zestig toen hij een tiener was en van tijd tot tijd op bezoek ging bij een monnik genaamd "Vader Feodorit" in het Klooster van de Heilige Drie-eenheid en de Heilige Sergej in Sergiev Posad (toen bekend als Zagorsk), iets ten oosten van Moskou.
Midden jaren tachtig was Megre getrouwd, had een dochter genaamd Polina en woonde in Novosibirsk waar hij, zoals veel nieuwe Russische kapitalisten, na de perestrojka en de daaropvolgende ineenstorting van het communistische systeem een carrière startte als ondernemer. Hij begon een aantal coöperaties en huurde eind jaren tachtig een aantal rivierboten waarmee hij over de Ob voer om handel te drijven ten noorden van Novobirsk.

## Anastasia en de serie "Rinkelende dennen van Rusland"
Megre beweert in 1994 tijdens een reis over de Ob een mysterieuze vrouw genaamd Anastasia te hebben ontmoet. Zij zou hem diep in de Siberische taiga hebben geleid, alwaar zij haar filosofie over de relatie tussen de mens en natuur, het universum en God en haar ideeën over levensstijl, onderwijs, voeding, spiritualiteit, liefde, familie, seks en de functie van planten uiteenzette. Deze filosofie werd de basis voor de serie bestsellers Zoemende Ceders van Rusland, later genoemd Rinkelende dennen van Rusland, voor het eerst gepubliceerd in 1996. Binnen tien jaar werden er 10 miljoen exemplaren verkocht en is de serie vertaald naar zo'n 20 talen.

### Familiedomeinen en Ecodorpen
De serie Zoemende Ceders van Rusland, vanaf de tweede druk de Rinkelende Dennen van Rusland, omschrijft een concept om dicht bij en in harmonie met de natuur te leven in een gemeenschap van "familiedomeinen". Hierdoor wordt een zogenaamde "Ruimte van Liefde" gecreëerd. Een familiedomein is hierbij een stuk grond van circa 1 hectare waarop een familie van generatie op generatie leeft. De boeken zijn de basis geworden voor een in eerste instantie Russische maar inmiddels ook wereldwijde beweging van ecodorpen om terug te gaan naar het leven op en van het land, waarbij zowel voorzien wordt in het levensonderhoud als spirituele voldoening. Binnen Rusland lopen inmiddels een aantal van dit soort projecten, maar inmiddels ook daarbuiten en in Nederland.
De boeken en gemeenschappen combineren diepe ecologie met traditionele familiewaarden, waarin ze zich onderscheiden van bijvoorbeeld de alternatieve hippieleefstijl. Dit is gebaseerd op het idee van "familiedomeinen" of zelfvoorzienende landgoederen. Vóór de publicatie van het eerste boek uit de serie waren er nauwelijks ecodorpen in Rusland. Op 5 juni 2004, acht jaar later, trok een conferentie van de Zoemende Cedersbeweging vertegenwoordigers aan van 150 ecodorpen, afkomstig uit 48 van de 89 gebieden in Rusland.
Megres ideeën lijken op die van de Russische agrarische econoom Aleksandr Tsjajanov acht jaar eerder, waarin wordt verwezen naar de harmonieuze relatie met de natuur gebaseerd op duurzame agrarische nederzettingen die bestaan uit verschillende landgoederen in familie-eigendom. Net zoals Tsjajanov presenteert Megre zijn ideeën in een romanachtige stijl. Hij geeft aan dat hij deze strategie gebruikt om de initiële weerstand tegen zijn boeken te minimaliseren.
In navolging van Rusland zijn er nu Anastasiacentra in Australië, Belarus, Bulgarije, Canada, Kroatië, Tsjechië, Duitsland, Hongarije, Ierland, Israël, Kazachstan, Kyrgyzstan, Letland, Litouwen, Nederland, Nieuw-Zeeland, Roemenië, Slowakije, Slovenië, Tajikistan, Oekraïne, Engeland, de VS en Zwitserland.
Er is een New Age-schrijver die de serie "Zoemende Ceders van Rusland" relateert aan de "grote verandering" die door Edgar Cayce voor Rusland was voorspeld.